# Massif central (race caprine)
Pour les articles homonymes, voir Massif central (homonymie).
La chèvre du Massif central est une race caprine originaire du centre de la France, où elle est demeurée assez courante jusqu'aux années 1960. Elle a alors été supplantée par des races plus productives dans des élevages spécialisés et a failli disparaître. Des éleveurs se regroupent toutefois pour la sauver à partir de 1994, et depuis les effectifs ont un peu augmenté, même s'ils demeurent dangereusement faibles. Cette race de grand format n'a pas fait l'objet d'une réelle standardisation et présente une grande variété de robes. Elle compte aujourd'hui (avril 2017) environ 1000 chèvres, et est la dernière race reconnue par le ministère de l'Agriculture en 2010. Elle est mise à l'honneur tous les ans à l'occasion de la fête de la chèvre du Massif central de Saint-Front (Haute-Loire).

## Histoire
Le rameau du Massif central est un rameau de races caprines du centre de la France qui regroupe notamment la poitevine, la chèvre du Berry et de Touraine et la race du Massif-Central également appelée auvergnate. Elle comprend diverses souches locales, comme l'ardéchoise, la  Haute-Loire, la chèvre du Falgoux dans le Cantal, le rameau de la Drôme, la chèvre des Cévennes (noire ou blanche) ou la chèvre beige-rosé du Lioran. Les deux dernières citées ont même fait l'objet d'une tentative de standardisation mais sans succès.
La chèvre du Massif central (MC) demeure dans sa région d'origine en effectifs assez importants jusqu'aux années 1960, avant que les races spécialisées que sont la saanen et l'alpine ne viennent s'y installer. Ces races très productives sont élevées de manière presque industrielle, et remplacent la production traditionnelle qui disparait petit à petit. En 1994, quelques éleveurs s'inquiètent de l'avenir de la race, et lors de l'assemblée générale de la Fédération pour promouvoir l'Elevage des Races domestique MEnacées, il est décidé d'acquérir 14 animaux pour créer un élevage conservatoire. 8 nouveaux animaux sont achetés en 1995. Ce regain d'intérêt autour de la race est suivi de la création de l'Association pour le Renouveau de la Chèvre du Massif-Central. Les effectifs augmentent à nouveau petit à petit. En 2009, on ne trouve plus que 600 chèvres et 60 boucs. La race est reconnue officiellement par le ministère de l'agriculture en 2010.

## Description

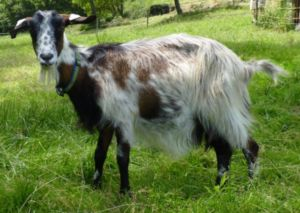
Chèvre MC avec défaut de robe : taches chamoisées, traces noires sur l'échine.

La Massif central est une chèvre de moyen à grand format, trapue et osseuse. On trouve des individus aux robes noires ou noires et blanches, ainsi que certains animaux au patron proche de celui de la poitevine appelé "noir à barrettes", mais aussi gris, chocolat... Le ventre et les pattes sont de couleur plus claire. 

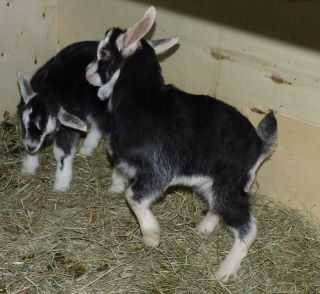
Chevreaux MC de couleur "noir à barrettes".

Ses poils sont mi-longs à longs, généralement avec du poil long sur l’échine et sur les cuisses (jupe), ainsi que sous le ventre. 
La tête est assez massive et les oreilles plutôt longues, portées horizontalement, cornet ouvert vers l'avant.
Les animaux mottes (sans cornes) étaient les plus répandus, mais on trouve actuellement des animaux cornus ou non. Si les cornes sont présentes, elles doivent être orientées vers l'arrière.
Sont exclues du standard la robe chamoisée, ainsi que toute trace s'y rapportant (raie noire sur le dos, triangle noir sur l'arrière de la tête, couleur beige-rosé, tâches "marron chamoisé" et les robes blanches à poils ras, ces caractéristiques étant le plus souvent les témoins d'infusion de sang des races alpine ou saanen.
Sont à éviter : oreilles portées droites, oreilles courtes, poils ras (poils long obligatoires chez les boucs reproducteurs)

## Aptitudes
La chèvre du Massif central était autrefois réputée pour sa production laitière, mais elle a été dépassée dans ce domaine par les races très productives que sont l'alpine et la saanen. Aujourd'hui, on ne dispose pas réellement de références techniques pour cette race du fait des effectifs très réduits, mais on reconnait toujours à la chèvre du Massif central une bonne production laitière, et une bonne persistance de la lactation dans le temps. Ainsi, on estime sa production à une moyenne 400 à 500 kg par lactation. Elle a, par ailleurs, la réputation d'être une excellente fromagère.
La principale qualité de la chèvre du Massif central est sa rusticité. Elle bien adaptée à la marche, et valorise très bien des fourrages grossiers, des fourrés, des ronces ou des arbustes. Elle résiste bien aux intempéries.

## Sauvegarde
Ce n'est que très récemment que des efforts sont faits pour tenter de sauver la race. Ils se matérialisent par la création de l'association pour le renouveau de la chèvre du Massif central, rassemblant une poignée d'éleveurs et de passionnés, en 1996, après que la Fédération pour promouvoir l'élevage des races domestique menacées ait attiré l'attention sur la race en tentant de créer un élevage conservatoire à partir de 1994. L'association organise rapidement un premier recensement qui repère 120 animaux, dont certains présentent des signes de croisements, dans 23 élevages. Un inventaire précis des animaux est tenu par l'institut de l'élevage depuis 2000 pour voir comment évolue la situation. Lors de la première année, on enregistre 500 animaux dans 50 élevages, avec 57 boucs issus de 27 lignées différentes, ce qui montre les progrès réalisés en six ans.
L'association cherche aujourd'hui principalement à promouvoir la race, assurer la gestion de son livre généalogique, faire des efforts de standardisation de ces phénotypes et améliorer ses performances. Elle est également chargée d'organiser la fête de la chèvre du Massif central à Saint-Front, qui met tous les ans cette race en valeur.

## Inventaire et confirmation des reproducteurs
Afin d'être reconnus comme appartenant à la race dite « Massif-Central », les animaux doivent être enregistrés à l'inventaire de la race auprès de l'Institut de l’Élevage.
Les boucs doivent être enregistrés à l'inventaire, présenter un pourcentage de sang étranger inférieur ou égal à 12,5 % et être confirmés comme aptes à la reproduction (selon des caractéristiques fonctionnelles et des critères de race) par un jury.
Les femelles reproductrices doivent a minima être enregistrées à l'inventaire.

## Diffusion

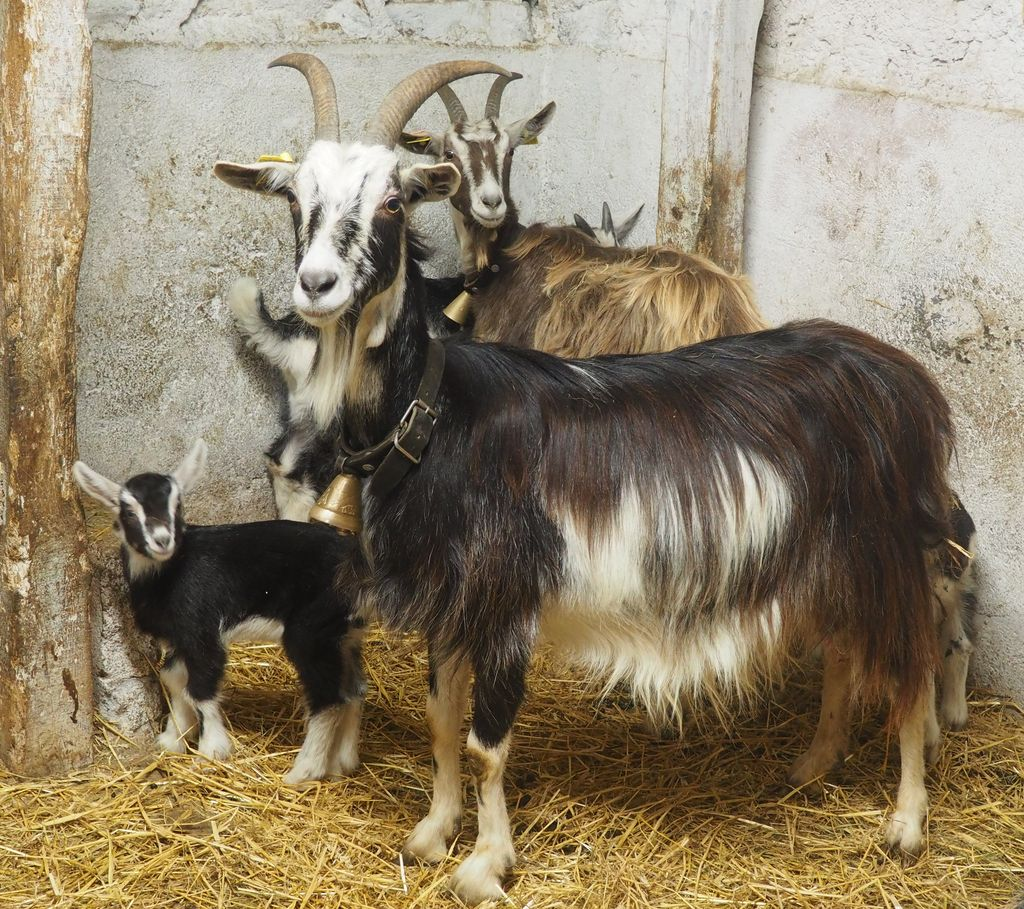
Chèvres du Massif central et leurs chevreaux

La chèvre du Massif central est originaire du centre-sud de la France, dans une partie du massif montagneux éponyme, et peuplait notamment le Berry, le Limousin et la vallée du Rhône. On la trouvait également dans le sud-est du pays dans le Gard, de l'Hérault, de la Lozère, de l'Ardèche, de la Loire, de la Haute-Loire et du Rhône, jusqu'aux contreforts des Alpes.